# Sthefany Brito
Sthefany Fernandes de Brito (São Paulo, Brazil, 19. lipnja 1987.) brazilska je glumica. 

## Životopis
Sthefany Brito rodila se je 19. lipnja 1987. u Brazilu. Starija je sestra glumca Kaykyja Brita.
Godine 1997. započela je svoju glumačku karijeru ulogom Hannelore u televizijskoj seriji Chiquititas Brasil. Godine 2001. sudjelovala je u televizijskoj seriji Um Anjo Caiu do Céu u kojoj je glumila Dorinhu, te u telenoveli Klon u kojoj je utjelovila Samiru Rachid i zbog te izvrsne uloge osvojila nagradu APCA 2003. godine. Iste godine je bila domaćica televizijske emisije Globinho. Godine 2004. glumila je u televizijskoj seriji Começar de Novo, a 2005. godine u filmu As Vidas de Maria. Godine 2006. i 2007. sudjelovala je u projektima Páginas da vida, Carga Pesada i Desejo Proibido. Godine 2008. postaje Jucélia Ramos u filmu Mistéryos.
7. srpnja 2009. godine Sthefany se je udala za Alexandrea Pata.

## Filmografija
| Godina        | Naslov               | Uloga         |
| ------------- | -------------------- | ------------- |
| 2008.         | Mistéryos            | Jucélia Ramos |
| 2007. – 2008. | Desejo Proibido      | Dulcina       |
| 2007.         | Carga Pesada         | Elisa         |
| 2006. – 2007. | Páginas da vida      | Kelly         |
| 2005.         | As Vidas de Maria    | Maria         |
| 2004. – 2005. | Começar de Novo      | Dandara       |
| 2003.         | Agora É Que São Elas | Elis          |
| 2001.         | Klon                 | Samira Rachid |
| 2001.         | Um Anjo Caiu do Céu  | Dorinha       |
| 1997.         | Chiquititas Brasil   | Hannelore     |